# Монетно състояние
Монетното състояние, известно още като грейд, служи за определяне на качеството или състоянието на монета и е един от ключовите фактори за определяне на нейната стойност. Този процес на оценяване е известен като грейдване (на английски: grading – „степенуване“).
Разработени са няколко системи за оценяване.
Компании предлагат сертифициращи услуги с диференцирани такси за професионално оценяване и капсулиране на монети, което значително увеличава тяхната цена и гарантира тяхната автентичност.

## Същност
Монетното състояние измерва външния вид на монетите. Обикновено има пет основни компонента, които определят състоянието на монета: удар, запазване на повърхността, блясък, оцветяване и зрителна привлекателност. Класифицирането е субективно и дори експертите могат да не са съгласни относно оценката на дадена монета.

## Европейска система
| Състояние                            | Запазен дизайн                   | Обединено кралство | Франция              | Испания | Италия                | немскоговорещи           | Скандинавия | Нидерландия         | Португалия          |
| ------------------------------------ | -------------------------------- | ------------------ | -------------------- | ------- | --------------------- | ------------------------ | ----------- | ------------------- | ------------------- |
| Хубаво (G-4)                         | 10%                              | G                  | AB (Assez Beau)      | RC      | M                     | GE (Gut erhalten)        | 2           | G (Goed)            | REG                 |
| Много хубаво (VG-8)                  | 25%                              | VG                 | B (Beau)             | BC      | B (Bello)             | SGE (Sehr gut erhalten)  | 1-          | ZG (Zeer Goed)      | MREG                |
| Добро (F-12)                         | 50%                              | F                  | TB (Très Beau)       | BC+     | MB (Molto Bello)      | S (Schön)                | 1           | Fr (Fraai)          | BC                  |
| Много добро (VF-20)                  | 75%                              | VF                 | TTB (Très Très Beau) | MBC     | BB (Bellissimo)       | SS (Sehr schön)          | 1+          | ZF (Zeer Fraai)     | MBC                 |
| Изключително добро (EF-40 или XF-40) | 90%                              | EF/XF              | SUP (Superbe)        | EBC     | SPL (Splendido)       | VZ (Vorzüglich)          | 01          | Pr. (Prachtig)      | Bela                |
| Близо до нециркулирало (AU-50)       | 95% + частично запазено покритие | UNC                | No use               | No use  | MSPL (MoltoSplendido) | UNZ− (Fast unzirkuliert) | 0 – 01      | No use              | No use              |
| Минт състояние (MS-60 to 64)         | 100% + запазено покритие         | BU                 | SPL (Splendide)      | SC      | SPL/FDC               | UNZ (Unzirkuliert)       | 0           | FDC (Fleur de Coin) | Soberba             |
| Минт състояние (MS-65 to 70)         | 100% + напълно запазено покритие | FDC                | FDC (Fleur de Coin)  | FDC     | FDC (Fior di Conio)   | STGL (Stempelglanz)      | 0           | FDC                 | FDC (Flor de Cunho) |